# Інститут геології і геофізики Івано-Франківського національного технічного університету нафти і газу
Інститут геології і геофізики Івано-Франківського національного технічного університету нафти і газу

## Загальна інформація
На факультеті здійснюється підготовка фахівців за напрямом «Геологія» освітньо-кваліфіка-ційних рівнів (ОКР) «бакалавр», «спеціаліст» та «магістр». За ОКР «бакалавр» підготовка ведеться протягом чотирьох років, а за ОКР «спеціаліст» та «магістр» протягом одного року. Для студентів діє факультетський комп'ютерний зал, де майбутні фахівців оволодівають сучасними комп'ютерними системами обробки та аналізу геолого-геофізичної інформації. На факультеті спільно із фірмою Шлюмберже створено тренажерний комп'ютерний клас, де студенти навчаються роботі із сучасними комп'ютерними програми Petrel. PetroMod, Promax. За міжнародною програмою стажування «IAESTE» студенти факультету кожного року проходять стажування у наукових та навчальних закладах багатьох країн світу, а саме: Польщі, Німеччини, Франції, Словенії, Греції, Канади, Норвегії, Великої Британії. Реалізовуючи принципи «Болонської конвенції» з 2011 року студенти факультету проходять навчання за ОКР «магістр» у Краківській Гірничо-Металургійній Академії імені Станіслава Сташиця (Республіка Польща). Навчання проводяться згідно угоди про надання двох дипломів, яка передбачає отримання студентами двох дипломів «магістра», один вітчизняний інший європейського взірця. Студенти також і проходять практику у Європейських геологічних та геофізичних фірмах, де мають можливість працювати за фахом, адже Європейський диплом дає їм таку можливість. Навчальні та виробничі практики студенти факультету проходять на підприємствах нафтогазового комплексу України та провідних фірмах Європи. Випускники коледжів, які отримали ОКР молодшого спеціаліста за спорідненими спеціальностями навчаються на факультеті за ОКР «бакалавра» за скороченою програмою тривалістю 2 роки.
На факультеті ведеться підготовка бакалаврів з геології за напрямом 6.040103 — «ГЕОЛОГІЯ».

## Напрями підготовки (спеціальності)
Після отримання ступеня «БАКАЛАВР з геології» готуємо фахівців за такими спеціальностями:
- Геологія нафти і газу;
- Геофізика із спеціалізаціями: геофізичні методи пошуків та розвідки, геофізичні дослідження свердловин, геофізична апаратура і обладнання.

## Історія Інституту
Інститут геології і геофізики (ІГГ) був утворений наказом по Львівському політехнічному інституті № 154-б від 20 червня 1951 року, шляхом поділу нафтового факультету на три факультети: гірничопромисловий, нафтовий та геологорозвідувальний.
Першим деканом Геологорозвідувального факультету був професор, доктор фізико-математичних наук Мигаль Микола Костянтинович, відомий вчений у галузі геодезичних наук. Першим заступником декана ГРФ був доцент, кандидат геолого-мінералогічних наук Снарський Олександр Миколайович, пізніше професор, доктор геолого-мінералогічних наук, відомий вчений, який займався підвищенням нафтовіддачі пласта. До геологорозвідувального факультету було віднесено спеціальності: «Геологія та розвідка нафтових і газових родовищ»; «Геофізичні методи розвідки»; «Астрономія» та «Польові геодезичні роботи». Наказом № 171-б від 12 липня 1951 року було визначено кафедри, які увійшли до складу факультету. Це такі кафедри: «Геофізичних методів розвідки нафтових і газових родовищ»; «Геології та розвідки нафтових і газових родовищ»; «Геології, мінералогії та петрографії»; «Геодезії» та «Астрономії, картографії і вищої геодезії».
З жовтня 1955 року заступником декана геологорозвідувального факультету призначено доцента кафедри «Геофізичні методи розвідки нафтових і газових родовищ», кандидата технічних наук Тимошина Юрія Володимирович.
З червня 1957 року деканом ГРФ призначено доцента, кандидата технічних наук, Заводовського Олександра Васильовича, який був засновником кафедри інженерної геодезії та аерофотозйомки при Львівському політехнічному інституті, а заступником декана – доцента Омельченка Федора Івановича.
З 1959 року кафедри Геологорозвідувального факультету було передані факультету нафтової і газової промисловості, який у 1963 році був переведений у місто Івано-Франківськ, як філія Львівського політехнічного інституту. В цей час до складу факультету відійшли такі кафедри: «Загальної геології, мінералогії та петрографії», «Геофізичних методів пошуків і розвідки корисних копалин», «Геології та розвідки нафтових і газових родовищ», «Буріння нафтових і газових свердловин», «Експлуатація нафтових і газових родовищ і машини та обладнання нафтових і газових промислів» та «Економіки і організації нафтової і газової промисловості».
З 1 вересня 1964 року факультет нафтової і газової промисловості був розділений на два факультети: Геологорозвідувальний та Газонафтопромисловий у Івано-Франківській філії Львівського політехнічного інституту і кафедру «Загальної геології, мінералогії та петрографії» було поділено на дві кафедри «Загальної і історичної геології» та «Мінералогії і петрографії». Кафедру «Геології та розвідки нафтових і газових родовищ» поділено на дві кафедри: «Газонафтопромислової геології» та «Геології та розвідки нафтових і газових родовищ». До складу Геологорозвідувального факультету увійшли такі кафедри: «Геології та розвідки нафтових і газових родовищ», «Газонафтопромислової геології», «Загальної і історичної геології», «Мінералогії і петрографії», «Економіки і організації нафтової і газової промисловості» та «Геофізичних методів пошуків та розвідки корисних копалин».
З 1964 по 1967 рік факультет очолював доцент кафедри «Нафтогазопромислової геології та геофізики» Снарський Олександр Миколайович, а заступником декана був доцент кафедри «Газонафтогазопромислової геології», кандидат геолого-мінералогічних наук Орлов Олександр Олександрович, після від'їзду його у закордонне відрядження виконуючим обов'язки заступника декана була доцент кафедри «Газонафтогазопромислової геології», кандидат геолого-мінералогічних наук Іванова Галина Миколаївна.
З 1967 року, після утворення Івано-Франківського інституту нафти і газу до складу факультету входило 5 кафедр (Загальної геології, Мінералогії і петрографії, Геології та розвідки нафтових і газових родовищ, Газонафтопромислової геології та Геофізичних методів пошуків та розвідки корисних копалин) і Геологічний музей. У листопаді цього ж року кафедру «Геофізичних методів пошуків та розвідки корисних копалин» було поділено на дві кафедри «Геофізичних методів пошуків та розвідки корисних копалин»(яка пізніше була перейменована на кафедру Геофізичних методів пошуків в складі ГРФ) та «Геофізичних досліджень свердловин» (яка пізніше була перейменована на кафедру Промислової геофізики в складі ГРФ).
З 1967 по 1976 рік деканом факультету був доцент кафедри «Геофізичних методів пошуків та розвідки», кандидат геолого-мінералогічних наук Панасенко Віктор Миколайович, а його заступником – доцент кафедри «Прикладної геодезії», кандидат технічних наук (нині професор кафедри інженерної геодезії Інженерно-екологічного інституту) Пилипюк Роман Герасимович.
З 1976 по 1980 рік деканом ГРФ був доцент «Геофізичних методів пошуків та розвідки», кандидат геолого-мінералогічних наук (в різні роки проректор з навчально-методичної роботи, завідувач кафедри «Польової нафтогазової геофізики», нині – професор цієї ж кафедри) Степанюк Василь Петрович, а заступником декана – доцент кафедри «Загальної геології», кандидат геолого-мінералогічних наук Волобуєва Галина Петрівна.
У 1980 році кафедри «Промислової геофізики» та «Газонафтопромислової геології» були об'єднані у кафедру «Промислової геології і геофізики».
З 1980 по 1983 рік факультет очолював доцент кафедри «Прикладної геодезії», кандидат технічних наук Василенко Георгій Тимофійович, а його заступником був доцент кафедри «Хімії», кандидат хімічних наук (нині – завідувач кафедри «Хімії») Романко Петро Дмитрович.
На початок 1980 року до складу факультету входили такі кафедри: «Загальної геології, мінералогії і петрографії», «Геології та розвідки нафтових і газових родовищ», «Промислової геології і геофізики», «Геофізичних методів пошуків», «Прикладної геодезії» та «Загальної хімії».
З 1983 по 1986 рік деканом був доцент «Геофізичних методів пошуків та розвідки», кандидат геолого-мінералогічних наук Меньшиков Володимир Степанович, а заступником доцент кафедри «Геології та розвідки нафтових і газових родовищ», кандидат геолого-мінералогічних наук Атаманюк Микола Іванович.
З 1986 по 1990 рік деканом факультету був доцент кафедри «Прикладної геодезії» Пилипюк Роман Герасимович, його заступником до 1988 року був Атаманюк Микола Іванович, а з 1988 по 1990 рік – доцент кафедри «Геофізичних досліджень свердловин», кандидат геолого-мінералогічних наук (нині доцент цієї ж кафедри) Старостін Віктор Андрійович.
У 1987 році було створено кафедру «Геології, пошуків та розвідки нафтових і газових родовищ» шляхом об'єднання кафедр «Загальної геології, мінералогії і петрографії» та «Геології та розвідки нафтових і газових родовищ», а у 1989 році кафедру «Геофізичних методів пошуків» перейменовано на «Польової нафтогазової геофізики».
З 1991 по 1994 року деканом ГРФ був доцент кафедри «Прикладної геодезії», кандидат технічних наук (нині – професор, доктор технічних наук, декан факультету землевпорядкування та кадастру Національного університету «Львівська політехніка») Перович Лев Миколайович.
На кінець 1994 року до складу Геологорозвідувального факультету входили такі кафедри: «Геології, пошуків та розвідки нафтових і газових родовищ», «Польової нафтогазової геофізики», «Геофізичних досліджень свердловин», «Інженерної екології та загальної геології» та «Прикладної геодезії». Пізніше загально геологічні дисципліни кафедри «Інженерної екології та загальної геології» були передані на кафедру «Геології, пошуків та розвідки нафтових і газових родовищ», а кафедра «Інженерної екології та загальної геології» була перейменована у кафедру «Екології» та разом з кафедрою «Прикладної геодезії» була передана на утворений Інженерно-екологічний факультет.

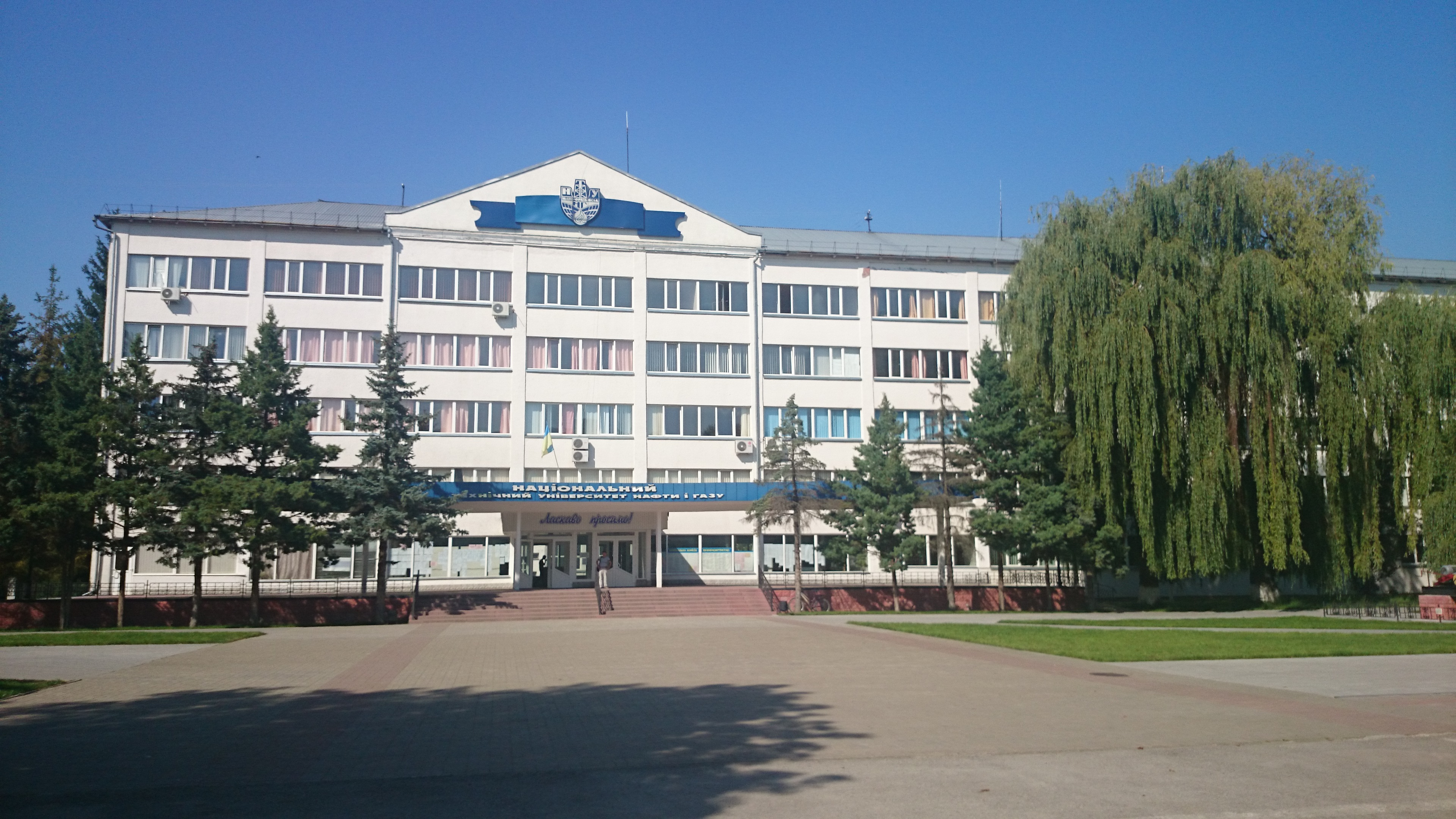
Територія ІФНТУНГ

З 1994 року деканом ГРФ призначено доцента кафедри геології та розвідки нафтових і газових родовищ, кандидата геолого-мінералогічних наук (нині професора цієї ж кафедри) Чорного Михайла Івановича, а заступниками декана – з 1994 року був доцент кафедри геофізичних досліджень свердловин, кандидат геолого-мінералогічних наук Денисюк Ростислав Павлович, з 1998 року доцент кафедри геофізичних досліджень свердловин Дуліба Ждан Йосипович, а з 2000 року заступником декана призначено доцента кафедри геології та розвідки нафтових і газових родовищ, кандидата геологічних наук Омельченка Валерія Григоровича.
У вересні 2000 року на Геологорозвідувальному факультеті було створено кафедру «Теоретичних основ геології» і загально геологічні дисципліни були передані на новоутворену кафедру з кафедри «Геології, пошуків та розвідки нафтових і газових родовищ».
На початок 2001 року і на сьогоднішній час до складу Геологорозвідувального факультету входить чотири кафедри: «Геології та розвідки нафтових і газових родовищ(ГРНГР)», «Геофізичних досліджень свердловин(ГДС)», «Польової нафтогазової геофізики(ПНГГ)» та «Теоретичних основ геології(ТОГ)».
З 2002 року заступником декана призначено доцента кафедри геології та розвідки нафтових і газових родовищ, кандидата геологічних наук (який і нині на цій посаді) Трубенка Олександра Миколайовича.
З 2004 року деканом обрано Омельченка Валерія Григоровича (який і нині займає цю посаду).
Сьогодні на факультеті здійснюється підготовка фахівців за напрямком «Геологія» з таких спеціальностей:
- геологія нафти і газу;
- геофізика із спеціалізаціями:
- геофізичні методи пошуків та розвідки;
- геофізичні дослідження свердловин;
- геофізична апаратура і обладнання.

На факультеті навчається понад 350 студентів та аспірантів, для яких створені наукові лабораторії, котрі обладнані сучасними апаратурними комплексами та приладами, в яких проводяться науково-дослідні роботи. До послуг студентів діє факультетський обчислювальний центр. Навчальний процес забезпечують висококваліфікований професорсько-викладацький колектив, який складається з 9 професорів, 28 доцентів та 8 асистентів.
З 19 лютого 2015 року геологорозвідувальний факультет іменується як Інститут геології і геофізики (ІГГ)

## Кафедри
На факультеті ведуть підготовку фахівців чотири кафедри:
- Кафедра геології та розвідки нафтових і газових родовищ.

Студенти, які навчаються на цій кафедрі, одержують ґрунтовну підготовку з природничих і професійно-орієнтованих дисциплін, в тому числі і з сучасних комп'ютерних технологій в нафтогазовій геології.
- Кафедра геофізичних досліджень свердловин.

Студенти, які навчаються на цій кафедрі займаються розробкою сучасних систем обробки та інтерпретації геофізичних даних, отриманих при геофізичних методах досліджень свердловин.
- Кафедра польової нафтогазової геофізики.

Студенти, які навчаються на цій кафедрі вивчають сучасну геофізичну апаратуру польових геофізичних досліджень, виконують науково-дослідні роботи, використовуючи системи обробки та інтерпретації геофізичних матеріалів зарубіжних фірм, академічних та галузевих інститутів, розробок кафедри.
- Кафедра теоретичних основ геології, є кафедрою фундаментальної геологічної підготовки і утворена в 2000 році. Кафедра проводить викладання студентам нафтогазових спеціальностей фундаментальних геологічних дисциплін. Це такі дисципліни, як «Загальна геологія», «Петрографія», «Літологія», «Регіональна геологія», «Мінералогія» та інші.